# Henriettenhof (Kreis Preußisch Eylau)
Henriettenhof war ein Guts- und Amtsdorf im ostpreußischen Kreis Preußisch Eylau, das 1928 in die Stadt Preußisch Eylau (heute russisch Bagrationowsk) eingemeindet wurde. Die Ortsstelle gehört jetzt zum Gebiet des Munizipalkreises Rajon Bagrationowsk der russischen Oblast Kaliningrad (Gebiet Königsberg (Preußen)).

## Geographische Lage
Die Ortsstelle von Henriettenhof liegt in der südwestlich Mitte des Oblast Kaliningrad, nur wenige hundert Meter von der russisch-polnischen Staatsgrenze entfernt. Bis zum Stadtzentrum der heute Bagrationowsk genannten Stadt Preußisch Eylau ist es nur 1 Kilometer.

## Geschichte
Henriettenhof war anfänglich ein Gut von 20 Hufen und mit dem heute im polnischen Hoheitsgebiet gelegenen Vorwerk Gallehnen (polnisch Gałajny) mit zehn Hufen. Es gehörte zur Ordensburg Preußisch Eylau aus dem beginnenden 14. Jahrhundert.
Das Gut diente der Versorgung der Burgbewohner. 1525 wurde die Landwirtschaftsfläche auf 35 Hufen erweitert und war dann als Amtsgut für die Versorgung des Amtshauptmanns von Preußisch Eylau zuständig. Aus diesem Amtsgut wurde 1752 ein „Königlich Preußisches Domänenamt“, zu dem die Vorwerke Eichen (polnisch Dęby), Gallehnen (Gałajny) und Sardienen (Żardyny) gehörten. Es umfasste eine Fläche von 300 Hektar.
In der Schlacht bei Preußisch Eylau (1807) hatte die Ordensburg schwere Beschädigungen erfahren. Das Amtsgut wurde noch in der Franzosenzeit 1811   privatisiert. Mit Königlicher Kabinettsorder wurde es an den Amtmann Heinrich Valentini verkauft, der aus diesem Anlass in den Stand der Rittergutsbesitzer versetzt wurde.
Am 11. Oktober 1817 erhielt das Gut offiziell den Namen „Henriettenhof“. Namensgebend dabei war die Ehefrau des Amtsmanns Valentini, die er 1814 geheiratet hatte: Henriette Riebensahm geb. Möller, die Witwe des Vorbesitzers des Gutes, der die Domäne erst 1812 gekauft hatte. Im Jahre 1831 ließ Henrich Valentini am Eingang der Burganlage ein Gutshaus errichten.
Der Gutsbezirk Henriettenhof wurde am 7. Mai 1874 Amtsdorf und damit namensgebend für eine Amtsbezirk im ostpreußischen Kreis Preußisch Eylau, zu dem anfangs zehn Orte gehörten:
| Deutscher Name         | Russischer (RUS) bzw. polnischer (PL) Name | Anmerkungen                                        |
| ---------------------- | ------------------------------------------ | -------------------------------------------------- |
| Althof                 | Orechowo (RUS)                             |                                                    |
| Henriettenhof          | (kein RUS-Name bekannt)                    | 1928 in die Stadt Preußisch Eylau eingemeindet     |
| Leidtkeim              | Bolschakowskoje (RUS)                      | 1928 nach Schmoditten eingegliedert                |
| Preußisch Eylau, Forst |                                            | 1928 in die Stadt Preußisch Eylau eingemeindet     |
| Schewecken             | Żywkowo (PL)                               | 1928 nach Tenknitten eingemeindet                  |
| Schloditten            | Sagorodnoje (RUS)                          | 1929 nach Schmoditten eingemeindet                 |
| Schmoditten            | Rjabinowka (RUS)                           |                                                    |
| Storchnest             | Schirokoje (RUS)                           | 1929 nach Strobehnen eingemeindet                  |
| Strobehnen             | Schirokoje (RUS)                           | 1929 nach Klein Dexen (RUS) eingemeindet           |
| Tenknitten             | Muromskoje (RUS)                           | 1929 in den Amtsbezirk Gallehnen (PL) umgegliedert |

Henriettenhof war noch bis 1945 im Besitz der Familie Valentini. Hier lernte der Schriftsteller Hermann Sudermann seine zweite Ehefrau kennen und hier schrieb er wohl 1890 seinen Roman „Der Katzensteg“.
Auf dem Gut entwickelte sich eine bemerkenswerte Herdbuch-Viehzucht, bei der immer wieder bedeutende Erfolge erzielt wurden, so bei der Zucht der schweren Ermländer Kaltbutpferde.
Der Gutsbezirk Henriettendorf im Kreis Preußisch Eylau zählte im Jahre 1910 insgesamt 183 Einwohner.
Am 11. Dezember 1928 wurde der Amtsbezirk Henriettenhof in „Amtsbezirk Althof“ umbenannt. Denn Henriettenhof war nun kein eigenständiger Gutsbezirk mehr, sondern gehörte seit dem 30. September 1928 zur Stadtgemeinde Preußisch Eylau.
Beim Einfall der Roten Armee 1945 in Ostpreußen entstanden im Gutsbezirk nur wenig Schäden. Der letzte Rittergutsbesitzer Arthur Valentini überlebte. In Kriegsfolge wurde Ostpreußen geteilt, an der südlichen Stadtgrenze von Preußisch Eylau verlief die Grenze zwischen der Sowjetunion (Nordostpreußen) und Polen (Südostpreußen). Preußisch Eylau wurde in Bagrationowsk umbenannt, von Henriettenhof verliert sich die Spur, findet sich doch auch kein russischer Name für den ehemaligen Gutsbezirk. Das 1831 errichtete Gutshaus brannte 1987/88 aus und verschwand danach.

## Kirche
Das Guts- und Amtsdorf Henriettenhof war bis 1945 kirchlich zur Stadt Preußisch Eylau ausgerichtet: zur dortigen evangelischen Pfarrkirche und zur römisch-katholischen Pfarrei der Kreisstadt.
Heute steht in Bagrationowsk eine russisch-orthodoxe Kirche für die mehrheitlich zu dieser christlichen Konfession gehörenden Einwohner, darunter auch die der Ortsstelle von Henriettenhof. Eine evangelische Kirche gibt es in der nicht weit entfernten Stadt Gwardeiskoje (Mühlhausen) in der Propstei Kaliningrad der Evangelisch-Lutherischen Kirche Europäisches Russland.

## Verkehr
Die Ortsstelle Henriettenhof liegt unweit der jetzigen Regionalstraße 27A-017, die von Kaliningrad (Königsberg) über Bagrationowsk bis nach Dolgorukowo (Stablack und Domtau) führt und im ersten Abschnitt die russische Fernstraße A 195 ablöst. Die nächste Bahnstation war bis 1945 die Stadt Preußisch Eylau selbst. Heute verkehren von und nach Bagrationowsk keine Züge mehr.